# Kriegerdenkmal Nißmitz
Das Kriegerdenkmal Nißmitz ist ein denkmalgeschütztes Kriegerdenkmal in der Ortschaft Nißmitz der Gemeinde Freyburg in Sachsen-Anhalt. Im örtlichen Denkmalverzeichnis ist der Gedenkstein unter der Erfassungsnummer 094 83425 als Baudenkmal verzeichnet.
Bei dem Kriegerdenkmal Nißmitz handelt es sich um eine Stele die auf einem abgestuften Sockel steht. Gekrönt wird die Stele von einem Eisernen Kreuz. Eine Kugel befindet sich jeweils beidseitig als Sockelabschluss und auf den Streben eine Halbkugel. Ein ausgeformter Baumstumpf mit jungen Eichenzweigen befindet sich im unteren Bereich der Stele und darüber eine Viertelsonne. Da sich das Denkmal in einer Hanglage befindet wird der Bereich auf einer Seite von einer Mauer gestützt und es führen mehrere Stufen zum Denkmal hinauf. Das Eiserne Kreuz enthält die Inschrift GOTT MIT UNS. Auf der Vorderseite der Stele befindet sich die Inschrift EIN EHRENDES GEDENKEN AN UNSERE GEFALLENEN SOLDATEN DER BEIDEN WELTKRIEGE VON 1914, 1918 UND 1939, 1945 und auf der Rückseite Für Heimat u. Vaterland starben im Weltkriege 1914, 1918 sowie die Namen der Gefallenen. Der Sockel hatte auch eine Inschrift, diese ist heute jedoch nicht mehr lesbar.

## Quelle
- Kriegerdenkmal Nißmitz, abgerufen am 30. August 2017.